# Morula mutica
Morula (Azumamorula) mutica là một loài ốc biển, là động vật thân mềm chân bụng sống ở biển thuộc họ Muricidae, họ ốc gai.

## Miêu tả
Kích thước vỏ ốc trong khoảng 15 mm và 20 mm

## Phân bố
Loài này phân bố ở Ấn Độ Dương dọc theo Madagascar, lưu vực Mascarene, Réunion, và dọc theo Đông Úc.